# Agrilus acutipennis
Agrilus acutipennis es una especie de insecto del género Agrilus, familia Buprestidae, orden Coleoptera.
Fue descrita científicamente por Mannerheim, 1837.
Mide 7.5-12.7 mm. Se alimenta de robles y otros árboles. Se encuentra en el este de Estados Unidos y sudeste de Canadá.